# Saguenay–Lac-Saint-Jean
Saguenay–Lac-Saint-Jean [saɡ.nɛ.lak.sɛ̃.ʒɑ̃] ist eine Verwaltungsregion (französisch région administrative) im Zentrum der kanadischen Provinz Québec.
Sie ist weiter in vier regionale Grafschaftsgemeinden (municipalités régionales de comté) sowie 60 Gemeinden, Reservate und gemeindefreie Gebiete unterteilt. Sitz der Verwaltung ist Saguenay.
Die Einwohnerzahl beträgt 276.368 (Stand: 2016).
2011 betrug die Einwohnerzahl 273.461 und die Landfläche 95.892,8 km², was einer Bevölkerungsdichte von 2,9 Einwohnern je km² entsprach. 99,7 % der Einwohner sprachen Französisch und 0,2 % Englisch als Hauptsprache.
Im Nordwesten grenzt Saguenay–Lac-Saint-Jean an die Verwaltungsregion Nord-du-Québec, im Osten an Côte-Nord, im Süden an Capitale-Nationale, im Südwesten an Mauricie.

## Flagge

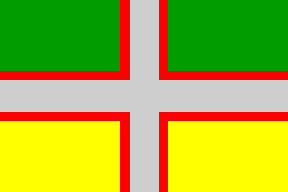
Flagge der Region

Die Flagge wurde 1938 anlässlich des hundertsten Jahrestages der Kolonisation durch die ersten Siedler im Jahr 1838 vom lokalen Historiker Victor Tremblay geschaffen. Die vier Farben repräsentieren die vier Elemente des Reichtums von Saguenay: Das graue Kreuz repräsentiert das Aluminium, das ein wichtiges Produkt der lokalen Industrie ist. Die rote Grenze repräsentiert die Arbeit der Einwohner. Grün oben repräsentiert den Wald und Gelb unten die Landwirtschaft.

## Gliederung
Regionale Grafschaftsgemeinden (MRC):
- Lac-Saint-Jean-Est
- Le Domaine-du-Roy
- Le Fjord-du-Saguenay
- Maria-Chapdelaine

Gemeinde außerhalb einer MRC:
- Saguenay

Reservat außerhalb einer MRC:
- Mashteuiatsh